# Aconodes costata
Aconodes costata là một loài bọ cánh cứng trong họ Cerambycidae.